# 大徳寺 (甲賀市)
大徳寺（だいとくじ）は、滋賀県甲賀市水口町にある浄土宗の寺院。山号は家松山。

## 歴史
もとは禅宗で林慶寺と称した。水口岡山城主の保護を受け、1588年（天正16年）に浄土宗の浄慶寺と改宗し、小田原の大連寺の叡誉上人を招いて開山する。叡誉上人は徳川家康が幼少の時に手習いを教えた人であり、その縁で関ヶ原の戦いの後、家康の「家」、松平家の「松」の字をとって「家松山」の山号を贈られ、同時に釣鐘も受領する。また、徳川の葵紋を寺紋とし、立葵の使用も許される。1602年（慶長7年）に大将軍徳川を引用した「大徳寺」の寺号を下賜される。1649年（慶安2年）から将軍家より寺領を与えられた御朱印寺院で、甲賀郡内の浄土宗の中心的な位置を占めた。
水口岡山城主であった長束正家の守護仏と伝えられる阿弥陀如来立像が、水口岡山城の廃城とともに安置されることとなった。また、三代住職の還誉は長束正家の遺児である。水口城主からの信仰も篤く、隆盛を誇ったが、火災により本堂・庫裡什物等を失っており、現在の本堂は1990年（平成2年）に完成したものである。

## 札所
- びわ湖百八霊場第83番[4]

## 境内

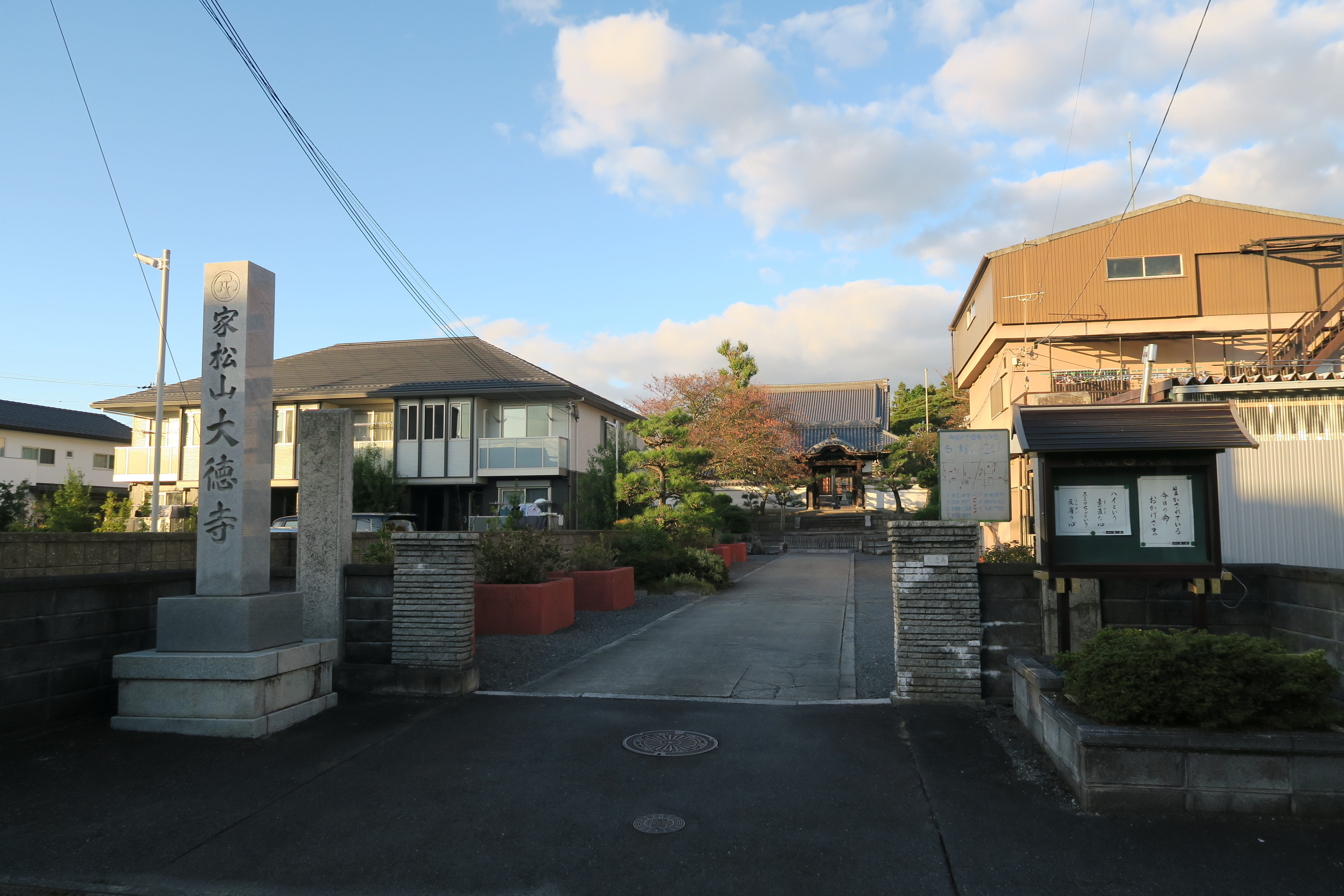
入口
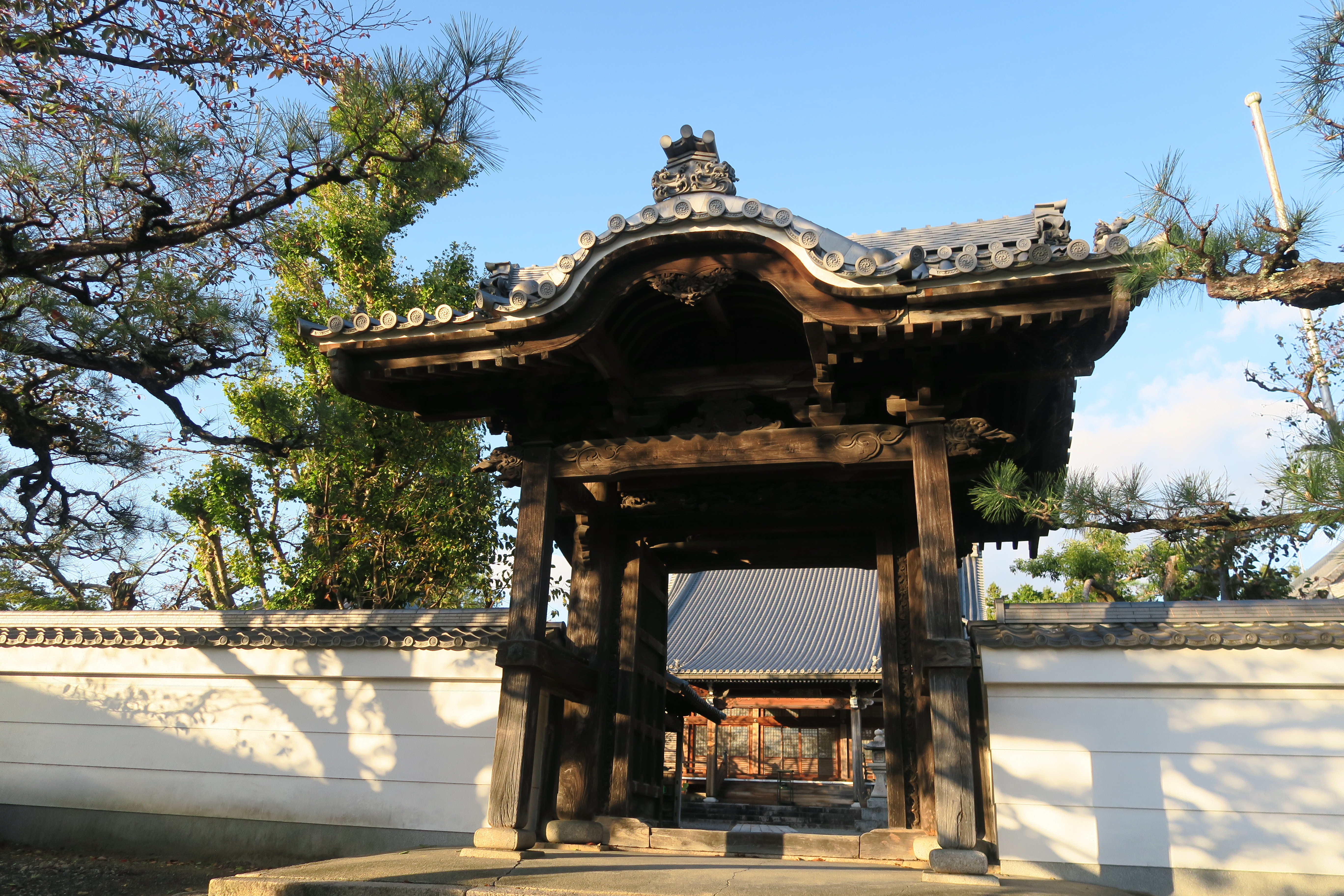
楼門
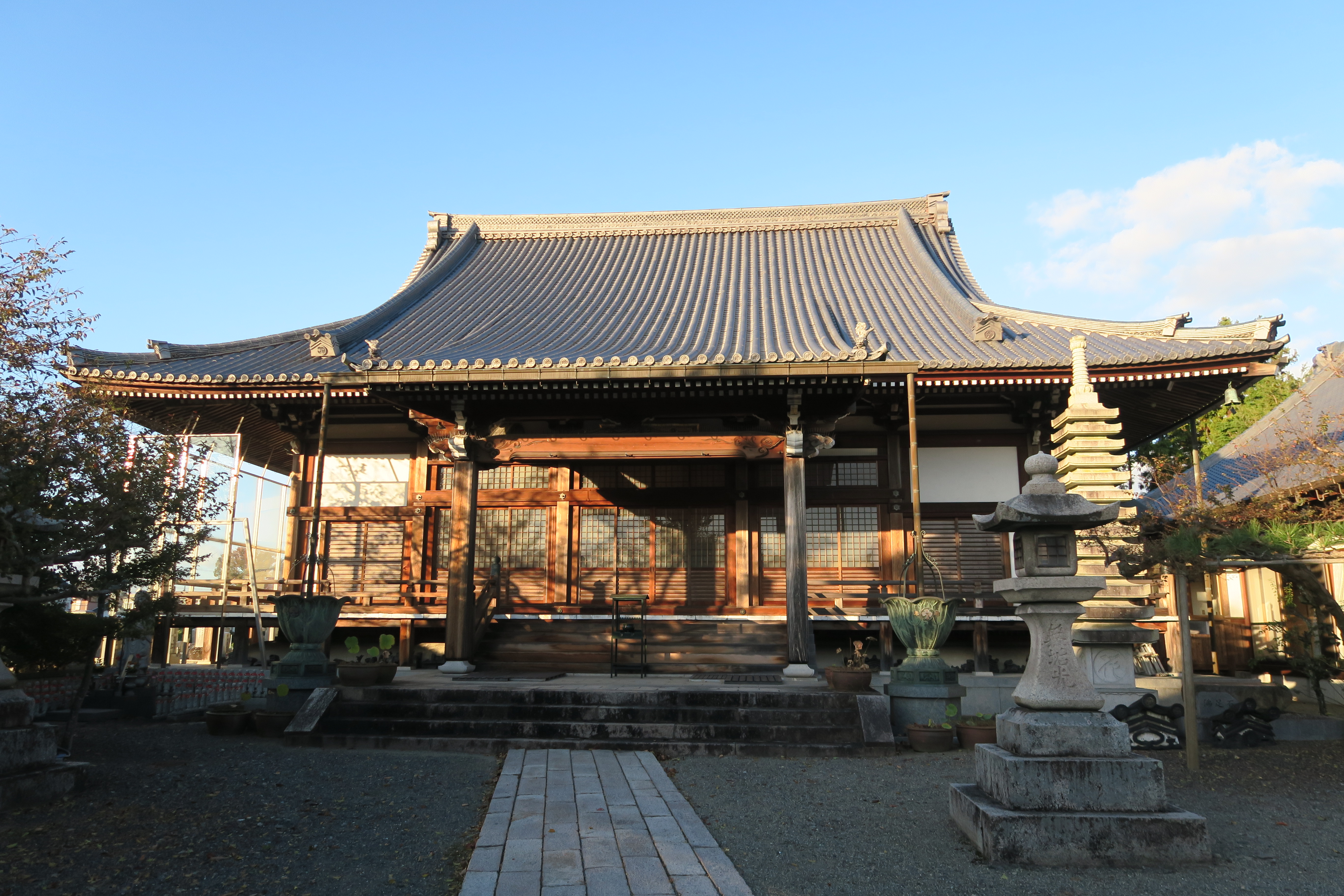
本殿
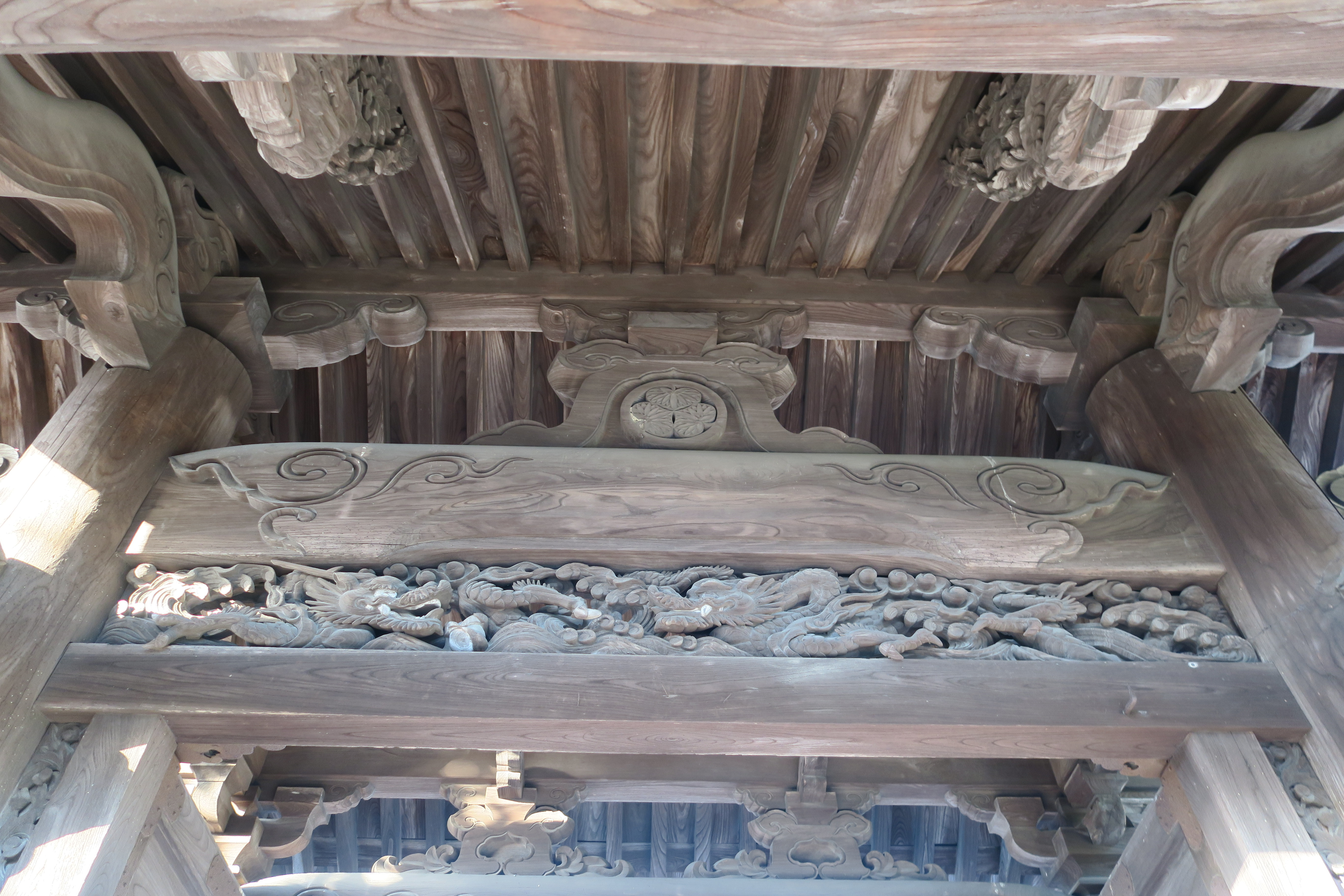
葵紋
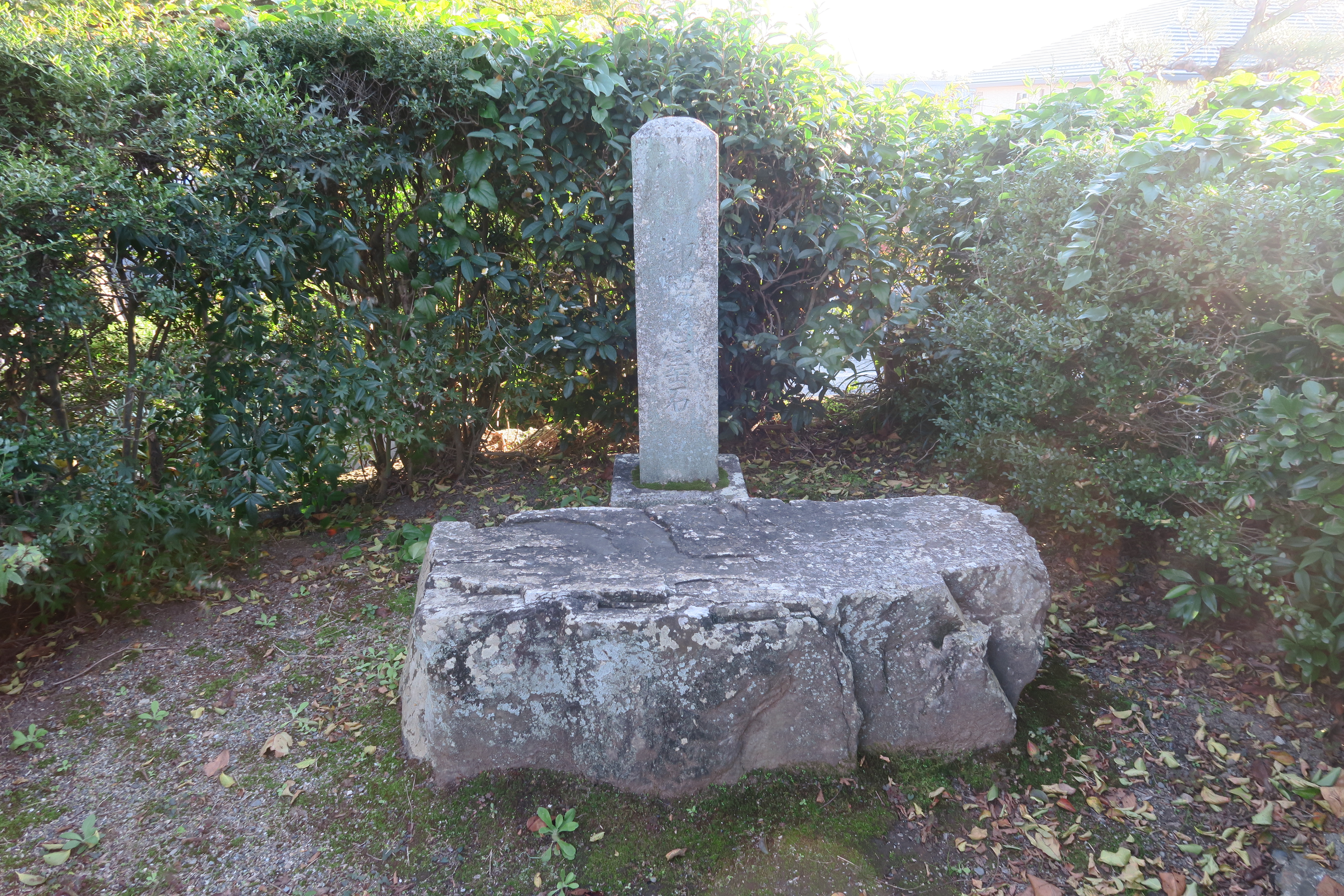
徳川家康の腰掛石
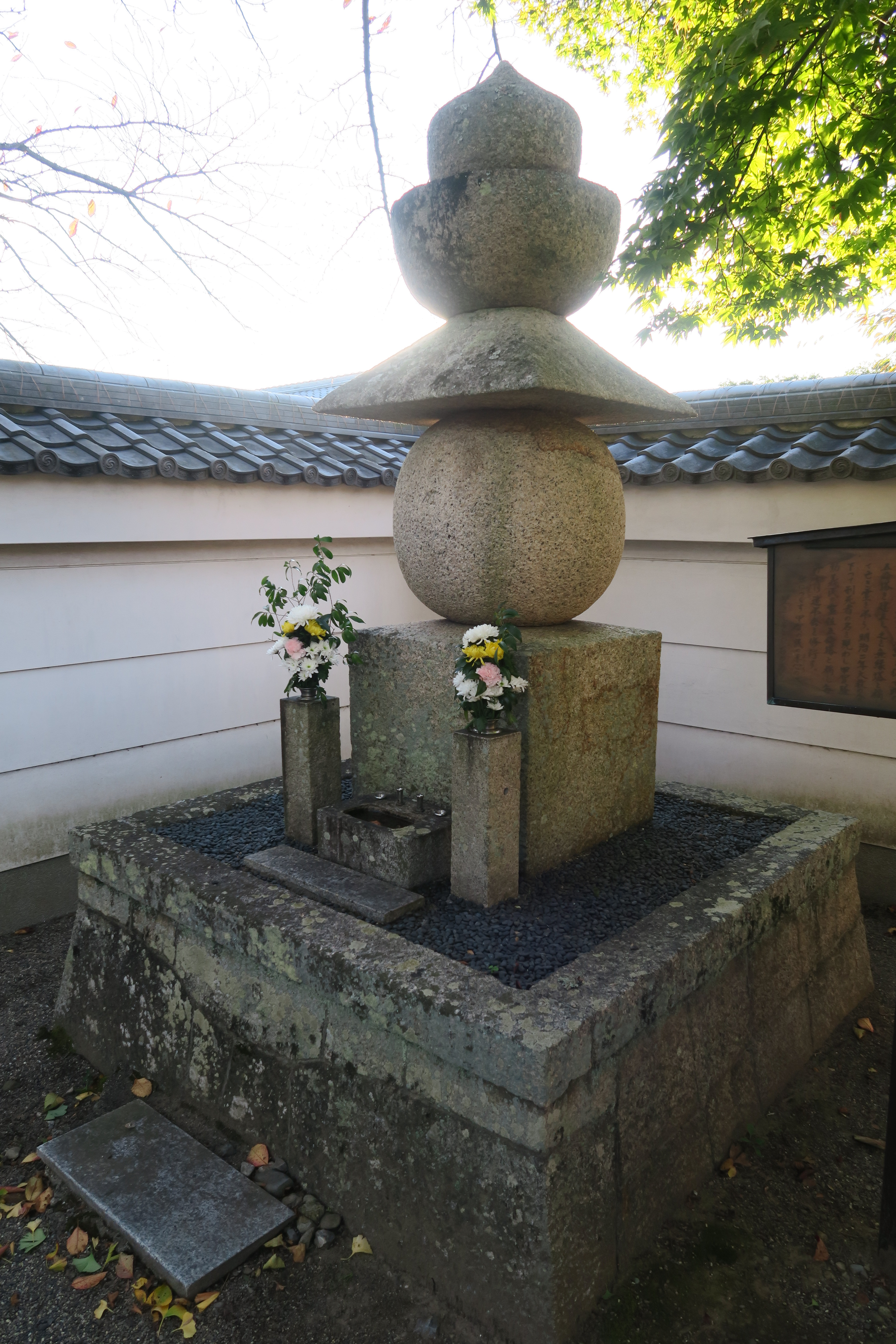
天保義民を弔う五輪塔